# Michel Bonnet (comédien)
Pour les articles homonymes, voir Michel Bonnet et Bonnet.
Michel Bonnet est un comédien et humoriste français.

## Biographie
Michel Bonnet commence sa carrière d'acteur dans les années 1970, d'abord dans des téléfilms dirigés par Marcel Cravenne puis au cinéma sous la direction de Michel Gérard.
En 1980, il joue et met en scène un spectacle de sketches intitulé Nous on fait ou on nous dit de faire avec lequel il se produit au petit théâtre d'Edgar, en duo avec Jacques Brière. Le spectacle donnera lieu à l'édition d'un disque 33 tours.
Plus tard, il participe régulièrement à l’émission Numéro Un de Maritie et Gilbert Carpentier. Dans ces émissions comme dans différents cabarets parisiens, il joue des sketches souvent en duo avec Jacques Brière ainsi qu'avec Patrick Zard, Richard Taxy et Jean-Jacques Devaux.
Au milieu des années 1980, il intervient de manière récurrente dans les émissions L'académie des neuf sur Antenne 2 et dans Boulevard du rire sur FR3 et, de 1987 à 1993, participe régulièrement à l'émission La Classe sur FR3.
Il a joué de nombreux seconds rôles au cinéma et à la télévision, comme dans les séries Chateauvallon ou Commissaire Moulin. Il a également tourné dans une publicité pour Darty.

## Filmographie

### Cinéma

#### Longs métrages
- 1974 : Verdict d'André Cayatte
- 1977 : Armaguedon de Alain Jessua
- 1977 : Dis bonjour à la dame de Michel Gérard
- 1977 : Nous irons tous au paradis d'Yves Robert
- 1977 : Arrête ton char... bidasse ! de Michel Gérard
- 1978 : Robert et Robert de Claude Lelouch
- 1979 : C'est dingue, mais on y va... ! de Michel Gérard
- 1979 : Courage fuyons  d'Yves Robert
- 1981 : Les Surdoués de la première compagnie de Michel Gérard
- 1982 : Le père Noël est une ordure de Jean-Marie Poiré
- 1982 : Plus beau que moi, tu meurs de Philippe Clair
- 1982 : La Boum 2 de Claude Pinoteau
- 1986 : Les Frères Pétard de Hervé Palud
- 1987 : Les Deux Crocodiles de Joël Séria
- 1993 : Coup de jeune de Xavier Gélin
- 1993 : Toxic Affair de Philomène Esposito
- 1995 : Dieu, l'amant de ma mère et le fils du charcutier d'Aline Issermann
- 1995 : Les Anges gardiens de Jean-Marie Poiré
- 2001 : Un crime au Paradis de Jean Becker

#### Courts métrages
- 1974 : La couleur de la mer de Gilles Béhat
- 1983 : Une nouvelle chaîne d'Éric Bitoun
- 1987 : Les demoiselles de Monceau d'Éric Bitoun

### Télévision

#### Téléfilms
- 1974 : La dernière carte de Marcel Cravenne
- 1977 : La lettre écarlate de Marcel Cravenne
- 1983 : Pablo est mort de Philippe Lefebvre
- 1992 : Tiercé gagnant d'André Flédérick
- 1993 : Poulet au gratin de Étienne Dhaene

#### Séries télévisées
- 1983 : Julien Fontanes, magistrat, épisode « L'âge difficile » : Émile Leblanc
- 1984 : Allô Béatrice, épisode « L'affreux séducteur » : le croque-mort
- 1985 : Châteauvallon de Serge Friedman, Paul Planchon et Emmanuel Fonlladosa (20 épisodes)
- 1989 : Commissaire Moulin de Paul Andréota et Claude Boissol, épisode « Paris 18 » : un journaliste
- 1991 : Léon Duras, chroniqueur mondain, de Roland Guyard
- 1992 : Les Années FM : Gérard Lambert
- 1992 : Sylvie et compagnie, de Didier Albert
- 1992 : Maguy, épisode « Le bazar et la nécessité » : César Lepetit
- 1995 : À vous de décider, épisode « Famille sacrée ».
- 1995 : Les Gromelot et les Dupinson de Frédéric Demont, Christophe Andrei et Olivier Guignard : Marcel « Cécel » Gromelot
- 2003 : Arzak Rhapsody de Moebius : Delano (voix)

## Spectacles
- 1980 : Nous on fait où on nous dit de faire de Michel Bonnet et Francis Rondwasser. Théâtre d'Edgar.
- 1987 : Huis-glauque de Jean-Noël Fenwick, mise en scène de Michel Bonnet et Jean-Jacques Devaux.

## Théâtre
- 1976 : Mangeront-ils ?, de Victor Hugo, mise en scène de Mario Franceschi, Théâtre La Bruyère
- 1983 : En sourdine les sardines de Michael Frayn, mise en scène de Robert Dhéry
- 1985 : On dînera au lit, mise en scène de Marc Camoletti, Théâtre Michel
- 1986 : Pyjama pour six, mise en scène de Marc Camoletti
- 1988 : La Présidente de Pierre Veber et Maurice Hennequin, mise en scène de Pierre Mondy
- 1990 : Tiercé gagnant de John Chapman, mise en scène de Christopher Renshaw, Théâtre de la Michodière
- 1992 : La Puce à l'oreille de Georges Feydeau, mise en scène de Jean-Claude Brialy, Théâtre de la Michodière. Avec Richard Taxi.
- 1993 : Les désarrois de Gilda Rumeur de Maria Pacôme, mise en scène de Jean-Luc Moreau, Théâtre Saint-Georges
- 1996 : Monsieur de Sainte Futile de Françoise Dorin, mise en scène de Jean-Luc Moreau, Théâtre des Bouffes-Parisiens
- 1999 : Monsieur Amédée d'Alain Reynaud-Fourton, mise en scène de Jean-Pierre Dravel